# Bruno Cirillo
Bruno Cirillo (Castellammare di Stabia, 21 de março de 1977) é um ex-futebolista profissional italiano.

## Carreira
Cirillo jogou por muito tempo na Reggina. Contabliza 109 partidas pelos Amarantos da Calábria. também atuou no time grego do PAOK.